# Veľký Klíž
Veľký Klíž (em húngaro: Nagykolos) é um município da Eslováquia, situado no distrito de Partizánske, na região de Trenčín. Tem 42,4 km² de área e sua população em 2018 foi estimada em 907 habitantes.

## Demografia
| Ano:        | 1994 | 2004    | 2014   | 2024   |
| ----------- | ---- | ------- | ------ | ------ |
| Broj ljudi: | 1018 | 916     | 894    | 845    |
| Razlika:    |      | -10,01% | -2,40% | -5,48% |

| Ano:               | 2023 | 2024   |
| ------------------ | ---- | ------ |
| Número de pessoas: | 847  | 845    |
| Diferença:         |      | -0,23% |